# Der wiedergefundene Freund (Film)
Der wiedergefundene Freund (englischer Originaltitel: Reunion, französischer Originaltitel: L’ami retrouvé) ist ein britisch-französisch-deutsches Filmdrama aus dem Jahr 1989 von Jerry Schatzberg. Das Drehbuch stammt von Harold Pinter und basiert auf der gleichnamigen Erzählung von Fred Uhlman, die vor allem um das Jahr 1933 herum zur Zeit der sogenannten „Machtergreifung“ in Deutschland spielt. Die Hauptrollen in dieser Geschichte einer Freundschaft, die zu einem abrupten Ende verurteilt war, spielen Jason Robards, Christien Anholt und Samuel West. 

## Handlung
Fünf Jahrzehnte nach seiner Emigration kommt US-Anwalt Henry Strauss erstmals wieder in seine Geburtsstadt Stuttgart zurück. Viel verbindet Hans, wie er damals hieß, mit dieser Stadt, in der er seine Kindheit und einen Teil seiner Jugend verbrachte und in der sein Vater Arzt war. Dass die Familie jüdisch war, wurde ab 1933 auch Hans zum Verhängnis. Nostalgie kommt in ihm auf, als seine Gedanken zurückgehen zu seiner Freundschaft mit dem Klassenkameraden Konrad von Lohenburg. Sechzehn Jahre waren beide, als sich in Deutschland drohendes Unheil für jüdische Familien ankündigte. Konrad entstammte einer traditionsreichen Adelsfamilie.
In vielen Rückblenden erleben wir die Jahre 1932/1933 und die tiefe und innige Freundschaft der beiden Jungen aus unterschiedlichen Elternhäusern. Beide schwärmen für den Lyriker Hölderlin, diskutieren über Shakespeare und Freud, machen gemeinsame Ausflüge in die Umgebung Stuttgarts und werden schließlich von den politischen Ereignissen 1933 überrollt. Der unterschwellige Konflikt beginnt, als Hans bemerkt, dass Konrad ihn nur zu sich nach Hause einlädt, wenn seine Eltern nicht da sind. Während eines Opernbesuchs kommt es dann zu einem Eklat. Konrad, in Begleitung seiner Eltern, verleugnet den Freund. Hans ist tief verletzt. Konrad entschuldigt sich bei ihm und nennt ihm den Grund für sein Verhalten. Seine Eltern nehmen eine antisemitische Haltung ein und lehnen seine Freundschaft mit einem jüdischen Jungen ab. Auch Konrad selbst ist von Hitler begeistert und träumt von einem erneuerten Deutschland. 
Hans Vater, der im Ersten Weltkrieg gekämpft hat und stolz auf seine Auszeichnung mit einem Eisernen Kreuz ist, sieht vorerst kein Problem darin, dass die Familie jüdisch ist. „Wir gehen zwar in die Synagoge an Jom Kippur, singen aber Weihnachten Stille Nacht, heilige Nacht.“ Noch ist er der Ansicht, dass das deutsche Volk nicht auf diesen Unsinn, den man über die Juden verbreite, hereinfallen werde, es sei schließlich das Land von Goethe, Schiller und Beethoven. Nach der Machtergreifung Hitlers allerdings ändert sich die Lage fast täglich und wird immer bedrohlicher, sodass das Ehepaar Strauss, Hans wegen des jetzt offen zu Tage tretenden Antisemitismus in Deutschland zu Verwandten nach Amerika schickt. Die Eltern bleiben zurück und wählen später den Freitod.
Im Stuttgart der Jetztzeit erfährt Henry Strauss bei der Führung durch sein altes Gymnasium vom Schuldirektor, was aus Konrad und anderen Schulkameraden geworden ist. Der Direktor berichtet vom Kriegstod der nachgefragten Mitschüler und ist erstaunt, als Strauss schlussendlich nach dem Schicksal des offenbar mittlerweile sehr bekannten Konrad von Lohenburg fragt: Dieser war 1944 am Attentat auf Hitler beteiligt und wurde als Widerstandskämpfer hingerichtet.

## Produktion

### Produktionsnotizen
Der Film ist eine Gemeinschaftsproduktion von Ariane-Film (Paris), FR3 Films Production (Paris), N.E.F. Filmproduktion und Vertriebs GmbH (München) und C.L.G. Films (Twickenham), in Zusammenarbeit mit TAC Ltd. (London), Arbo Film GmbH (München), Maran Film GmbH & Co. KG (München-Geiselgasteig). Der Erstverleih erfolgte über die NEF 2 Filmverleih GmbH (München).
Regisseur Jerry Schatzberg kannte die in Europa viel gelesene Novelle Der wiedergefundene Freund von Fred Uhlman nicht, sondern wurde erst durch die französische Filmproduzentin Anne François darauf aufmerksam gemacht. Anschließend wurde der berühmte britische Dramatiker Harold Pinter, der das Buch auf Empfehlung seiner Mutter gelesen und gemocht hatte, in die Arbeit am Film eingeschaltet. Schatzberg besetzte die wichtigsten Rollen mit englischsprachigen Schauspielern, da er glaubte, den Film nur in seiner eigenen Sprache Englisch überzeugend inszenieren zu können. Er besetzte in den Hauptrollen der Schüler Briten, da diese im Gegensatz zu US-amerikanischen Darstellern überzeugender Europäer verkörpern könnten. Filmtechnisch inszenierte der ehemalige Fotograf Schatzberg einige kurze Szenen im Autochromverfahren, um die damalige Zeitepoche zu vermitteln.
Für die Filmbauten zeichneten Didier Naert, Jacqueline Cohen und Joshua Harrison (New York) verantwortlich, für die Ausstattung Thomas Schappert. Der Entwurf zu den Bauten stammt von Alexandre Trauner. Die Dreharbeiten fanden im Sommer 1988 in New York sowie in Stuttgart und der Umgebung statt.

### Hintergrund
Vorbild für die Figur des Konrad von Lohenburg (im Buch: Konradin von Hohenfels) ist Claus Graf Schenk von Stauffenberg, der dasselbe Stuttgarter Traditionsgymnasium besuchte, auf das auch Fred Uhlman ging.

### FSK, Veröffentlichung
Der Film wurde in Deutschland am 27. September 1989 unter der Nummer 62735 einer FSK-Prüfung unterzogen und ab 12 Jahren freigegeben mit dem Vermerk „feiertagsfrei“.
Premiere hatte der Film im Mai 1989 bei den Internationalen Filmfestspielen von Cannes, bevor er am 17. Mai 1989 in die französischen Kinos kam. In Belgien (Gent) war er im Oktober 1989 zu sehen, in Australien im Juni 1990 und im Vereinigten Königreich am 6. Juli 1990. In Portugal lief er im Oktober 1990 an, in Dänemark im November 1990 und in den Niederlanden (Amsterdam) im Januar 1991. Veröffentlicht wurde er zudem im Jahr 1991 in Japan, in den USA (New York) und in der Türkei. In den USA kam er zudem im Juni 1991 als Video heraus. Ebenfalls zu sehen war er in Bulgarien, Spanien, Finnland, Griechenland, Ungarn, Italien und in Polen.
In der Bundesrepublik Deutschland erschien er 5. Oktober 1989 unter dem Titel Der wiedergefundene Freund. Im deutschen Fernsehen lief er erstmals am 10. Juli 1994 im Programm der ARD. 

## Kritik
Die Filmzeitschrift Cinema lobte: „Intensive Rückblenden lassen die ungleiche Jugendfreundschaft wiederauferstehen. Das Drama nach einem Drehbuch von Harold Pinter glänzt mit Zeitkolorit und kluger Story. Fazit: Anteilnehmender Film, dabei wohltuend sachlich“
Das Lexikon des internationalen Films sah das etwas anders und vermerkte: „Die allzu grobe Skizze eines politischen Films, der die Entstehung des Faschismus naiv als vorübergehenden Sieg der Bösen über die Guten interpretiert und darum nur wenig Erhellendes zum Thema beizutragen hat.“
Dietrich Kuhlbrodts Kritik für epd Film beziehungsweise die filmzentrale setzte sich intensiv mit dem Film auseinander. Dort heißt es, der Film lasse aus Bildern, „die kunstvoll fragmentarisch gehalten werden, die große Freundschaft der Sechzehnjährigen entstehen, wobei wie von selbst die Frage sich stellt, welche Karriere Konrad im Dritten Reich eingeschlagen hat. Der Dialog […] hüte sich, explizit zu werden.“ Aus dem Motiv, warum Hans diese späte Reise angetreten habe, „bezieh[e] der Film eine sich stetig intensivierende Spannung…“ Weiter führte Kuhlbrodt aus, die Bilder [des Films seien] „im Gegenteil von all dem gereinigt, was sonst Anteilnahme erzwingen soll.“ […] So seien „die Räume, die Alexandre Trauner (Kinder des Olymp) ausgestattet [habe], fast leer, und die Kamera (Bruno de Keyzer) zeige sie flächig monochrom“. […] „Aufgeladen“ seien die „fast statischen Fragmente“ von dem, „was abwesend scheint: von dem Drama, das wir nicht sehen, das wir aber spüren und fast greifen können, – von den Fragen, die wir an die Personen auf Bildern von Edward Hopper richten möchten“. Abschließend schrieb der Kritiker: „Ich war von diesem überraschend poetischen Schatzberg-Werk sehr beeindruckt. Besonders sympathisch war es, den 83jährigen Trauner im hundertsten Film seiner Ausstatter-Karriere gleichzeitig in seiner ersten Filmrolle zu sehen: als Arbeiter.“
Janet Maslin von der New York Times war der Ansicht, Christien Anholt und Samuel West, die Hans und Konrad als 16-Jährige verkörperten, sähen ein wenig zu reif aus, für die Träumereien, die im Rückblick zu sehen seien, aber ihre Nähe zueinander und ihr Austausch miteinander sei nachvollziehbar. Gelobt wird die Eleganz der Einstellungen und die Attraktivität der knusprigen Schuljungen, außerdem die zurückhaltende und ernste Schauspielleistung von Jason Robards in der Rolle des alten Hans.
Das britische Kulturmagazin Time Out sprach von einer „bewegenden Wiedergabe“ von Fred Uhlmans Roman über eine Freundschaft, die unter der zerstörerischen Dynamik des Nationalsozialismus verraten werde, was Schatzberg gut umgesetzt habe. Harold Pinters 
sich „dicht und unaufdringlich“ an den Roman haltendes Drehbuch, Trauners „feines Gespür“ für Bilder und Phillipe Sardes „verhaltene, aber ausdrucksstarke“ Filmmusik sorgten für ein Gefühl der allseitigen Professionalität.

## Auszeichnungen (Auswahl)
- Internationale Filmfestspiele von Cannes 1989: 
  - Regisseur Jerry Schatzberg erhielt für seine Arbeit eine Nominierung für die Goldene Palme.
- David di Donatello Awards:
  - Jerry Schatzberg nominiert für den David, den bedeutendsten italienischen Filmpreis, in der Kategorie „Bester ausländischer Film“.